# Stoersender.tv
stoersender.tv war ein satirischer deutscher Internetfernsehsender. Er präsentierte von Ende März bis Dezember 2013 alle zwei Wochen ein 20- bis 40-minütiges Video-Magazin zu kritisch betrachteten Themen unter Mitwirkung bekannter Kabarettisten. Zentrale Figur des „Störsenders“ war Dieter Hildebrandt (gestorben am 20. November 2013) und zusammen mit Georg Schramm und Konstantin Wecker auch dessen Gründer.

## Vorgeschichte
Idee und Konzept für das Internetmagazin entwickelte Ende 2011 der Journalist und PR-Berater Stefan Hanitzsch, Sohn von Dieter Hanitzsch, in Gesprächen mit Dieter Hildebrandt. Im Mittelpunkt sollte von vornherein der seinerzeit bereits 84-jährige Kabarettist stehen und zugleich für den „Störsender“ werben.

## Finanzierung
Am 6. Dezember 2012 wurde das Projekt „Störsender“ der Presse vorgestellt, um über ein Crowdfunding mit der Plattform Startnext die Finanzierung der ersten zwanzig Folgen abzusichern. Bereits am 25. Januar 2013 war der anvisierte Betrag von 125.000 Euro gesammelt und um 30.000 Euro übertroffen worden.
Frank-Markus Barwasser, Erfinder der Figur „Erwin Pelzig“, Urban Priol und andere spendeten dem „Störsender“ je 2222 Euro und traten wie die meisten anderen Kabarettisten ohne Gage auf. Diese Form der Finanzierung erlaubte lediglich den Bezug eines festen Gehalts von Redaktionsleiter Hanitzsch sowie die Honorierung der Kameraleute.

## Konzept
stoersender.tv definierte sich als Crossover-Medium, das „Kabarett, Journalismus und politisches und soziales Engagement zu einer Kampagnen-Plattform“ verbinde. Unter „Soziales Engagement“ werden „Störereien aller Art, online und offline“ verstanden, zudem will stoersender.tv „Alternativen aufzeigen“. Nach eigener Einschätzung gab es inhaltliche Gemeinsamkeiten mit der Internetplattform „Generation Solidarität“ des Fernsehsenders Arte, auf der stoersender.tv mit einem Blog vertreten war.
Der „Störsender“ wollte mehr Menschen zu politischem Engagement bewegen, „Gegenöffentlichkeit zum Fernsehen schaffen“ und Menschen und Organisationen „stören, die ihrerseits die Demokratie stören“. Zu den Inhalten des alle 14 Tagen erschienenen IPTV-Magazins, das auch über Vimeo und YouTube verbreitet wurde, heißt es: „Politiker aller Parteien nehmen wir auf den Arm, Extremisten aller Couleur nehmen wir aufs Korn und Aktivisten aller Art nehmen wir ins Programm.“

## Rezeption
Deutschlandradio Kultur bezeichnete stoersender.tv als „Spielwiese des subversiven Geistes“ und befand nach der ersten Episode: „Scharf, ironisch, analytisch, oft heiter anarchisch“. Focus Online fragte hingegen: „Stört das wirklich irgendwen?“ Und anstatt dass Dieter Hildebrandt „Aufregenderes, Verstörenderes“ beitrüge, wirkten seine Intermezzi wie „‚Löwenzahn‘ für mündige Bürger“. In der Wochenzeitung der Freitag schrieb Nils Markwardt, dass Stefan Hanitzsch einen Großteil der ersten Folge in „ganz spaßfreien Gesprächen“ mit dem Erfurter Ökonomieprofessor Helge Peukert bestritten habe – da bleibe „der Lachfaktor gering, der Informationsfaktor hingegen hoch. Obschon man vor allem Scharpfs Thesen zum Vollgeldsystem anzweifeln darf, ergänzen sich diese journalistischen Beiträge überraschend gut mit den kabarettistischen Teil der Sendung.“ Nur an einem Sujet, nämlich Angela Merkel – die „bekanntlich eine ziemlich harte Nuss für Kabarettisten“ sei –, sei die erste Folge des Störsenders komplett gescheitert: Ein „leidlich lustiges Lied über Angies Lächeln von Konstantin Wecker, ein uninspirierter Cartoon über die Kumpanei von Bundesregierung und Bankern und ein platter Einspieler über Merkels neues nordkoreanisches PR-Team – das ist flach und oberflächlich.“ Nichtsdestotrotz äußerte sich Markwardt abschließend im Hinblick auf die kommende Folge hoffnungsvoll.

## Abrufbare Sendungen (Season One)
- 1. Episode, 28. März 2013: Klappe, die erste! Finanzkasinokapitalismus! (40:09 min)
- 2. Episode, 14. April 2013: Wasser marsch! (37:53 min)
- 3. Episode, 28. April 2013: Die Herren der Welt (23:30 min)
- 4. Episode, 15. Mai 2013: Brauner Dunst (31:42 min)
- 5. Episode, 5. Juni 2013: Benefizgala Teil 1 (56:35 min)
- 6. Episode, 24. Juni 2013: Benefizgala Teil 2 (40:09 min)
- 7. Episode, 11. Juli 2013:  Altersarmut & Pflegenotstand (45:11 min)
- 8. Episode, 25. Juli 2013: NSA-Spione & Große Brüder (19:53 min)
- 9. Episode, 30. Juli 2013: Neuer HVB-Skandal – Rudolf Schmenger im Interview... (26:56 min)
- 10. Episode, 11. August 2013: Lobby-Fotobombing! (19:47 min)
- 11. Episode, 6. September 2013: Stoertalk – „Ausreden“ (88:10 min)
- 12. Episode, 13. September 2013: Demo „UmFAIRteilen“ (60:32 min)
- 13. Episode, 28. September 2013: Das organisierte ERbrechen und die DADA-Wiesn (23:35 min)
- 14. Episode, 2. November 2013: Aufruf zur Revolte (43:34 min)
- 15. Episode, 14. November 2013: Planet Merkel (16:43 min)
- 16. Episode, 24. Dezember 2013: Ausreden II, der Stoertalk (105:31 min)

Das Datum bezieht sich auf den Upload der jeweiligen Sendung dieser ersten Staffel, bezeichnet als „Season One“, die Angaben in Klammern auf deren Dauer.

## Stör-Aktionen
Am 23. April 2013 verlieh der „Störsender“ in München dem Apple-Konzern die russische Staatsbürgerschaft ehrenhalber – „für besondere Verdienste beim Schlupfen in Steuerlöchern“. Apple zahle außerhalb der USA nur 1,9 Prozent Steuern. Die Urkunde überreichte Wladimir Kaminer, begleitet von Dieter Hildebrandt, Stefan Hanitzsch und der Münchner Express Brass Band in russischen Militäruniformen, an einen Manager des lokalen Apple-Store.

## Mitwirkende und Unterstützer
Auf der Projektseite zu stoersender.tv werden u. a. folgende Personen gelistet:
- Michael Altinger
- HG. Butzko
- Ottfried Fischer
- Dieter Hanitzsch
- Dieter Hildebrandt
- Luise Kinseher
- Sandra Kreisler
- Tobias Mann
- Ecco Meineke
- Markus Nagy
- Maria Peschek
- Gerhard Polt
- Urban Priol
- Andreas Rebers
- Georg Schramm
- Christoph Sieber
- Helmut Schleich
- Martina Schwarzmann
- Christoph Süß
- Roger Stein
- Max Uthoff
- Ludo Vici
- Claus von Wagner
- Philipp Weber
- Konstantin Wecker
- Hans Well
- Christoph Weiherer
- Roger Willemsen
- Sigi Zimmerschied